# コロラド党 (ウルグアイ)
コロラド党（コロラドとう、Partido Colorado）は、ウルグアイの政党であり、2004年の選挙で拡大戦線が勝利するまでは伝統的なウルグアイの二大政党制の一角を保ってきた。コロラド（色付き）とは、ここでは赤を意味する。自由主義者と社会民主主義者の党であり、モンテビデオの都市民を支持層にして成立した。19世紀においては親ブラジル派、親英仏派であり、バルトロメ・ミトレが台頭するまで親アルゼンチン派だったブランコ党としばしば内戦を繰り返した。このような政治対立が内戦に発展するのが解消するにはホセ・バッジェ・イ・オルドーニェスの改革を待たなければならなかった。

## 歴史
19世紀半ばから20世紀を通してウルグアイの与党であり、1958年の選挙でブランコ党に負けるまでの1865年から1959年までがコロラド党政権だった。
初代大統領のフルクトゥオソ・リベラや、ブラジルの支援で政権を獲得し、三国同盟戦争を戦ったベナンシオ・フロレス、ウルグアイを大改革したホセ・バッジェ・イ・オルドーニェス、軍にトゥパマロスの鎮圧を任せて政権を奪われたフアン・マリーア・ボルダベリー、民政復帰を印象付けたフリオ・マリア・サンギネッティなどがこの党の出身である。